# مارك ستيفنز
مارك ستيفنز (بالإنجليزية: Mark Stevens)‏ (و. 1916 – 1994 م) هو ممثل، ومخرج سينمائي، ومنتج أفلام، وكاتب سيناريو، من الولايات المتحدة الأمريكية، ولد في كليفلاند، أوهايو، توفي في إسبانيا، عن عمر يناهز 78 عاماً.
اشتهر بجموعة من الأعمال لاسيما Sidekicks ، Omega cop و white angel.

## وصلات خارجية
- مارك ستيفنز على موقع IMDb (الإنجليزية)
- مارك ستيفنز على موقع ألو سيني (الفرنسية)
- مارك ستيفنز على موقع أول موفي (الإنجليزية)
- مارك ستيفنز على موقع قاعدة بيانات برودواي على الإنترنت (الإنجليزية)
- مارك ستيفنز على موقع قاعدة بيانات الأفلام السويدية (السويدية)
- مارك ستيفنز على موقع إن إن دي بي (الإنجليزية)
- مارك ستيفنز على موقع قاعدة بيانات الفيلم (الإنجليزية)
- مارك ستيفنز على موقع كينوبويسك (الروسية)